# Mavea (île)
Pour les articles homonymes, voir Mavea.
Mavea (ou Mafea) est une petite île du Vanuatu, située à 2,5 km de la côte est d’Espiritu Santo. Sa superficie est d’environ 4,7 km2.
Elle était peuplée en 2009 de 207 habitants. La langue parlée sur cette île est le mavea.